# 아드리앙 아그레스트
아드리앙 아그레스트 또는 블랙캣은  애니메이션《미라큘러스: 레이디버그와 블랙캣》의 등장인물이다. 남주인공이다. 요정은 플랙이며, 미라클스톤은 반지이다. 주요 무기는 마법의 봉이다. 또한 레이디버그가 뱀 미라클스톤을 주면 아스핏으로 변신할 수 있다. 마리네뜨와 서로 다른 모습을 좋아한다. 레이디버그를 좋아한다.

## 작중 행적

### 1기
비서인 나탈리에게 남들 다 다니는 학교에 왜 자신은 못가는 건지 말을 한다. 넘어진 할아버지를 보고 도와주었다. 넘어진 할아버지는 미라클스톤 수호자 마스터 푸이며, 마스터 푸가 아드리앙은 세상 사람들을 도울 준비가 되었다고 생각하여 미라클스톤을 주었고, 아드리앙은 블랙캣이 되어 레이디버그와 같이 호크모스와 맞서 싸운다.

### 2기
플랙에게 매직 치즈를 먹여 '아이스 블랙캣', '아쿠아 블랙캣'으로 변신할 수 있다.

### 3기
잠시 기억을 잃은적이 있었지만 레이디버그의 신비한 치유의 힘으로 기억을 되찾았다. 레이디버그와 미라클스톤을 바꾸어 사용한 적이 있다. 또한, 레이디버그에게 뱀 미라클스톤을 받은 후 아스픽으로 변신한다. '화이트캣' 에피소드에서 레이디버그와 사랑하게 되지만 마리네뜨(레이디버그)가 가브리엘 아그레스트의 협박을 받아 사랑하지 않다고 거짓말을 해서 검은나비에 지배당해 화이트캣이 되어서 레이디버그의 미라클스톤을 뺏으려 하지만 레이디버그가 키스하는 척하다가 방울에 있는 검은나비를 하얀나비로 바꿔서 돌려주었다.

### 4기
카가미와 데이트를 하는데 레이디버그 때문에 집중을 못해서 카가미가 지배를 당한다.